# Virginia Slims of Houston 1990
Il  Virginia Slims of Houston 1990 è stato un torneo di tennis giocato sulla terra rossa. È stata la 20ª edizione del torneo, che fa parte della categoria Tier III nell'ambito del WTA Tour 1990. Si è giocato al Westside Tennis Club di Houston negli USA dal 27 marzo al 1º aprile 1990.

## Campionesse

### Singolare
Katerina Maleeva ha battuto in finale  Arantxa Sánchez Vicario con il punteggio di 6–1, 1–6, 6–4

### Doppio
Torneo di doppio non completato